# Kenjutsu

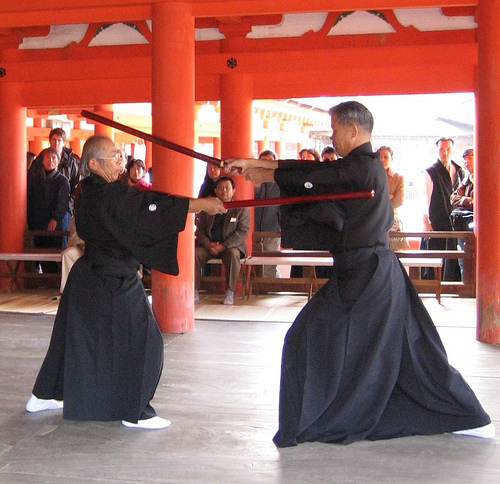
Yagyu Shinkage Ryu Hyoho Kenjutsu

Kenjutsu (剣術) betekent letterlijk "de methode, techniek of kunst van het zwaard" Dit in tegenstelling tot kendo (剣道), wat 'de weg van het zwaard' betekent, en gebruik maakt van een bamboezwaard en beschermende bepantsering.
Anders dan in Europa, waar door de verbreiding en verbetering van vuurwapens de schermkunst en de ridderschap aan militair belang inboetten, handhaafden tijdens het Tokugawa-shogunaat tot de Meiji-restauratie in 1868 de samoerai zich als de belangrijkste klasse en bleef het kenjutsu een belangrijke plaats innemen. Overigens werd kenjutsu niet uitsluitend door de samoerai-klasse beoefend in feodaal Japan.

## Beoefening
De precieze inhoud en wijze waarop kenjutsu beoefend wordt, verschilt van school tot school. Meestal worden technieken voor het slagveld zonder tegenstander beoefend, of voeren twee beoefenaars de technieken uit in de vorm van een kata. Tijdens de beoefening zijn full contact slagen op specifieke lichaamsdelen soms toegestaan (zoals bij Ono Ha Ittō-ryū), terwijl in andere scholen dit helemaal niet het geval is.
Hoewel kata training altijd de hoofdmoot van de training vormde, ontwikkelden na verloop van tijd sommige scholen verschillende vormen van sparren. Hierbij werden houten (bokken of 'bokuto') of bamboe ('shinai') zwaarden gebruikt, al dan niet met verschillende vormen van beschermende uitrusting (bōgu).:XII, XIII. Tegenwoordig wordt sparren vooral geassocieerd met kendo.

## Geschiedenis

### Vroege geschiedenis
Waarschijnlijk werden in de vierde eeuw na Christus de eerste ijzeren zwaarden in Japan gesmeed, nadat de technologie uit China via Korea verspreid was.:1 Hoewel zwaarden duidelijk een belangrijke culturele en religieuze rol vervulden in het oude Japan,:5, 14 werd in de Heian periode het Japanse kromzwaard (de katana) ontwikkeld zoals dat tegenwoordig internationaal bekend is en werden zwaarden belangrijke wapens en voorwerpen met een krachtige symboliek.:15 De oudste kenjutsuscholen die nu nog bestaan ontstonden in de latere Muromachi periode (1336 tot 1573), die gekenmerkt werd door gedurige periodes met intra- en internationale conflicten. Drie belangrijke scholen ontstonden::XII
- Kage-ryū (Aizu) (Aisukage ryū)
- Chūjō-ryū
- Tenshin Shōden Katori Shintō-ryū

Uit deze scholen ontstonden vele andere.

### Edo periode
Tijdens de relatief vreedzame Edo-periode breidde het aantal scholen zich uit tot meer dan 500 ,:XIII en werden zowel training als uitrusting meer geavanceerd. In de 19e eeuw werden het bamboe zwaard, de shinai en bogu bepantsering ontwikkeld. Hierdoor werd het mogelijk om tijdens het sparren technieken op volle kracht en snelheid uit te voeren, en het risico op serieuze verwondingen voor de beoefenaar te verminderen. Voor deze ontwikkeling bestond kenjutsu training vooral uit basistechnieken en het paarsgewijs oefenen van kata met massieve houten oefenzwaarden, of scherpe zwaarden.:XIII

### Verval en ontstaan Kendo
Vanaf 1868 leidde de Meiji Restauratie tot de afschaffing van de standenmaatschappij (waaronder de stand van de samoerai) en de modernisering van Japan naar Westers voorbeeld. Omdat de samoerai stand was opgeheven, geraakte het kenjutsu in verval, omdat het een impopulaire herinnering aan het verleden was.:XIII, XIV Dit verval duurde ongeveer twintig jaar, totdat een toename van de nationale trots en zelfvertrouwen leidden tot een toenemende beoefening van de traditionele schermkunsten, met name in leger en politie.
In 1886 stelde de Japanse politie een set samen die bestond uit kata van verschillende kenjutsuscholen voor de beoefening van kendo.:11 Dit proces van standaardisering zette zich voort toen in 1895 een organisatie voor Japanse krijgskunsten werd opgericht: de Dai Nippon Butoku Kai. De standaardisering van kenjutsu en kata duurde meerdere jaren en verschillende groepen waren hierbij betrokken:11,12, tot in 1912 een edict werd uitgevaardigd door de Dai Nippon Butoku Kai. Dit edict onderstreepte het gebrek aan eenheid in de manier waarop kenjutsu werd onderwezen en introduceerde een standaardcurriculum waaraan de verschillende kenjutsu scholen hun eigen, kenmerkende, technieken zouden toevoegen. Dit standaardcurriculum met zijn tien kata evolueerde tot de moderne vechtsport kendo.:11,14. Dit moment kan worden gezien als het eind van de ontwikkeling van kendo. Kata werd verschaft voor de unificatie van de vele scholen om hen in staat te stellen de technieken en esprit van het Japanse zwaard over te leveren.

### Twintigste en Eenentwintigste eeuw
Met de toenemende belangstelling buiten Japan zelf in de twintigste eeuw voor Japanse krijgskunsten kregen wereldwijd mensen belangstelling voor kenjutsu.

## Wapens
Een van de meer gebruikelijke wapens is het houten zwaard (bokuto of bokken). Verschillende scholen maken gebruik van zeer specifiek ontworpen bokuto, elk met hun eigen vorm, gewicht en lengte al naargelang de behoeftes van de school in kwestie. De bokuto die bijvoorbeeld gebruikt wordt in Yagyū Shinkage-ryū zijn relatief dun en zonder stootplaat, om te passen bij de karakteristieke benadering van het gevecht door deze school. Kashima Shinryū beoefenaars gebruiken daarentegen een rechte bokuto die dikker is dan gemiddeld, met een tamelijk dikke stootplaat. Dit omdat dit goed past bij de karakteristieke gevechtstechnieken en beoefening van Kashima Shinryū.
Sommige scholen trainen met fukuro shinai (een bamboezwaard omhuld met een leren of stoffen bekleding). Fukuro shinai worden vaak gebruikt wanneer een leerling niet in staat is een bokuto op volle snelheid te controleren of als een meer algemene veiligheidsmaatregel. De fukuro shinai dateert uit de vijftiende eeuw.
Jigen ryu gebruikt meestal takken in plaats van houten zwaarden, om praktische redenen: per training wordt honderden malen met volle kracht tegen een houten paal of bundels takken geslagen. De resulterende slijtage maakt constant gebruik van bokuto wat onpraktisch.
Sommige scholen demonstreren, of oefenen, bepaalde technieken met scherpe zwaarden. Dit is voorbehouden aan vergevorderde beoefenaars.

## Kenjutsu koryu
Onder andere de volgende koryū ryū (geen compleet overzicht) hebben kenjutsu in hun curriculum:
1. Araki-ryu (荒木流)
2. Bokuden-ryu Kenjutsu (卜傳流剣術)
3. Enmei Ryu
4. Mizoguchi-ha Itto-ryu Kenjutsu(溝口派一刀流剣術)
5. Hokushin Itto-ryu Kenjutsu (北辰一刀流剣術)
6. Kashima Shinto-ryu Kenjutsu (鹿島新當流剣術)
7. Kashima Shinryu (鹿島神流）
8. Kashima Shinden Jikishinkage-ryu (鹿島神傳直心影流)
9. Kogen Itto-ryu Kenjutsu (甲源一刀流剣術)
10. Tenshin Shoden Katori Shinto-ryu Kenjutsu (天真正伝香取神道流剣術)
11. Tatsumi-ryu Heiho (立身流兵法)
12. Ono-ha Itto-ryu Kenjutsu (小野派一刀流剣術)
13. Shindo Munen-ryu Kenjutsu (神道無念流剣術)
14. Kurama-ryu Kenjutsu (鞍馬流 剣術)
15. Tennen Rishin-ryu Kenjutsu (天然理心流剣術)
16. Yagyu Shinkage-ryu Heiho Kenjutsu (柳生新陰流兵法剣術)
17. Shingyoto-ryu Kenjutsu (心形刀流剣術)
18. Shojitsu Kenri Kataichi-ryu Kenjutsu (初實剣理方一流剣術)
19. Hyoho Niten Ichi-ryu Kenjutsu (兵法二天一流剣術)
20. Noda-ha Niten Ichi-ryu Kenjutsu (野田派ニ天一流剣術)
21. Unko-ryu Kenjutsu (雲弘流剣術)
22. Taisha-ryu Kenjutsu (タイ捨流剣術)
23. Jigen-ryu Hyoho Kenjutsu (示現流兵法剣術)
24. Nodachi Jigen-ryu Kenjutsu (野太刀自顕流剣術)
25. Maniwa Nen Ryu (馬庭念流)